# Державна інспекція навчальних закладів України
Держа́вна інспе́кція навча́льних за́кладів Украї́ни (ДІНЗ України — далі Державна інспекція) — центральний орган виконавчої влади, утворений 6 квітня 2011,
Діяльність ДІНЗ України спрямовується і координується Кабінетом Міністрів України через Міністра освіти і науки України.
Основними завданнями Державної інспекції є:
- реалізація державної політики у сфері освіти шляхом здійснення державного нагляду (контролю) за діяльністю навчальних закладів незалежно від їх підпорядкування і форм власності;
- внесення на розгляд міністра пропозицій щодо формування державної політики у зазначеній сфері.

Державна інспекція навчальних закладів підлягає ліквідації з 1 січня 2018 року у зв'язку зі створенням Державної служби якості освіти.

## Керівництво
- Гурак Руслан Васильович — Голова Державної інспекції навчальних закладів України.
- Перший заступник Голови Державної інспекції навчальних закладів України.
- Заступник Голови Державної інспекції навчальних закладів України.

## Структурні підрозділи
- Управління контролю за діяльністю вищих навчальних закладів;
- Відділ інспектування та моніторингу ВНЗ за першим та другим рівнем вищої освіти;
- Відділ інспектування та моніторингу ВНЗ за третім та науковим рівням  вищої освіти;
- Управління контролю за діяльністю загальноосвітніх і професійно-технічних навчальних закладів;
- Відділ інспектування та моніторингу професійно-технічних  та позашкільних навчальних закладів;
- Відділ інспектування та моніторингу загальноосвітніх та дошкільних навчальних закладів;
- Відділ організаційно-інформаційного забезпечення та управління персоналом;
- Сектор взаємодії з громадськістю та ЗМІ ;
- Сектор фінансового планування, бухгалтерського обліку та звітності;
- Сектор юридичного забезпечення, запобігання та протидії корупції;
- Головний спеціаліст з внутрішнього аудиту ;